# Ghacks
Ghacks技术新闻（Ghacks technology news）是Martin Brinkmann于2005年10月创建的一个技术博客。這個博客上發佈的內容主要以网页浏览器和Microsoft Windows使用技巧、软件、各種指南和评论為主。